# Ocotea congestifolia
Ocotea congestifolia là loài thực vật có hoa trong họ Nguyệt quế. Loài này được Lasser miêu tả khoa học đầu tiên năm 1942.